# ادملا
ادملا، روستایی است از توابع بخش بندپی شرقی شهرستان بابل در استان مازندران ایران. 

## جمعیت
این روستا در دهستان سجادرود قرار دارد و براساس سرشماری مرکز آمار ایران در سال ۱۳۸۵، جمعیت آن ۱۰۲۳ نفر (۲۴۸خانوار) بوده‌است.